# J. League Division 1 2004
La temporada de 2004 de la J. League fue el duodécimo campeonato profesional de Japón celebrado en el país. Tuvo lugar desde el 13 de marzo hasta el 12 de diciembre de 2004, y contó con dieciséis equipos en J1 y doce en J2. Esta edición estuvo marcada por ser la última con el sistema de dos rondas y final, ya que la organización anunció que a partir de la temporada 2005 se establecería una liga regular.
El vencedor de ese año fue Yokohama F. Marinos.

## Ascensos y descensos
| Pos | Ascendidos de la J. League Division 2 2003 |
| --- | ------------------------------------------ |
| 1.º | Albirex Niigata                            |
| 2.º | Sanfrecce Hiroshima                        |

| Pos  | Descendidos en la temporada 2003 |
| ---- | -------------------------------- |
| 15.º | Vegalta Sendai                   |
| 16.º | Kyoto Purple Sanga               |

## Sistema del campeonato
Debido al establecimiento de la liga regular, el campeonato se ampliaría a 18 clubes por lo que no hubo un descenso directo. Ascendían los dos mejores de la J2, mientras que el tercero de esa categoría jugaría un partido de promoción frente al último clasificado de la J1.

### Equipos de la J. League 1
| - Albirex Niigata - Cerezo Osaka - FC Tokyo - JEF United Ichihara |  | - Gamba Osaka - Júbilo Iwata - Kashima Antlers - Kashiwa Reysol |  | - Nagoya Grampus Eight - Oita Trinita - Sanfrecce Hiroshima - Shimizu S-Pulse |  | - Tokyo Verdy 1969 - Urawa Red Diamonds - Vissel Kobe - Yokohama F. Marinos |

### Equipos de la J. League 2
| - Avispa Fukuoka - Consadole Sapporo - Kawasaki Frontale - Kyoto Purple Sanga |  | - Mito HollyHock - Montedio Yamagata - Omiya Ardija - Sagan Tosu |  | - Shonan Bellmare - Vegalta Sendai - Ventforet Kofu - Yokohama FC |

El sistema de competición en la J1 es similar al de los Torneos Apertura y Clausura, mientras que en la J2 se disputó una liga única a cuatro rondas: dos a ida y dos a vuelta (44 partidos en total). El sistema de puntuación es 3 puntos por victoria, 1 por empate y 0 por la derrota.

## J. League 1
Tras el anuncio de la J. League en 2003, el campeonato afrontaba su última temporada con la estructura original de dos series. Aunque la medida en un principio no atrajo demasiado, más tarde fue comprendida como método para consolidar el campeonato japonés internacionalmente y cultivar así una cultura futbolística en el país. Por ello se decidió optar por un formato único en cada categoría.
La organización lanzó un proyecto conocido como Plan de los Cien Años, por el que impulsaría el profesionalismo en los equipos japoneses hasta lograr al menos 100 equipos profesionales en el plazo de un siglo. Aunque la cifra resulta bastante ambiciosa, la realidad del documento es la de facilitar el paso al profesionalismo de los equipos semiprofesionales, cumpliendo siempre con una serie de criterios que garantizaran la viabilidad del proyecto. Para ello comenzó a incidir no solo en los equipos profesionales, sino en las categorías inferiores y aficionadas de este deporte. Las otras metas establecidas fueron aumentar la J2 a 22 clubes de forma gradual y, una vez conseguido ese objetivo, la creación de una tercera división.
La primera ronda de la J. League estuvo marcada por una lucha entre F. Marinos y Júbilo Iwata, que se resolvió a favor del equipo de Yokohama, mientras que la segunda estuvo completamente dominada por Urawa Red Diamonds. En esa fase del campeonato pudo verse a varios equipos como Tokyo Verdy, que otrora dominaron el campeonato, en plena reconstrucción. En caso de haberse celebrado una liga regular, Urawa hubiera vencido con 62 puntos en la tabla general.
En la final Yokohama F. Marinos, con un grupo de jugadores veteranos como Yuji Nakazawa o Naoki Matsuda, consiguió hacerse con el título de liga ante Red Diamonds. Yokohama venció en el partido de ida 1-0, pero Urawa consiguió idéntico resultado en el partido de vuelta. Por ello fue necesaria una tanda de penaltis que se resolvió con 2-4 para los F. Marinos, logrando así su tercer título en la historia de la J. League.

### Clasificación

#### Primera fase
Del 13 de marzo al 26 de junio
| Pos. | Equipo               | Pts. | PJ | G  | E | P | GF | GC | Dif. | Clasificación        |
| ---- | -------------------- | ---- | -- | -- | - | - | -- | -- | ---- | -------------------- |
| 1    | Yokohama F. Marinos  | 36   | 15 | 11 | 3 | 1 | 26 | 13 | +13  | Final del Campeonato |
| 2    | Júbilo Iwata         | 34   | 15 | 11 | 1 | 3 | 31 | 16 | +15  |                      |
| 3    | Urawa Red Diamonds   | 25   | 15 | 7  | 4 | 4 | 30 | 24 | +6   |                      |
| 4    | Gamba Osaka          | 24   | 15 | 7  | 3 | 5 | 31 | 23 | +8   |                      |
| 5    | Kashima Antlers      | 24   | 15 | 7  | 3 | 5 | 18 | 14 | +4   |                      |
| 6    | F.C. Tokyo           | 23   | 15 | 6  | 5 | 4 | 19 | 19 | 0    |                      |
| 7    | JEF United Ichihara  | 22   | 15 | 5  | 7 | 3 | 28 | 23 | +5   |                      |
| 8    | Nagoya Grampus Eight | 20   | 15 | 5  | 5 | 5 | 24 | 22 | +2   |                      |
| 9    | Tokyo Verdy 1969     | 19   | 15 | 5  | 4 | 6 | 21 | 23 | −2   |                      |
| 10   | Oita Trinita         | 17   | 15 | 5  | 2 | 8 | 21 | 27 | −6   |                      |
| 11   | Shimizu S-Pulse      | 16   | 15 | 3  | 7 | 5 | 20 | 27 | −7   |                      |
| 12   | Vissel Kobe          | 15   | 15 | 3  | 6 | 6 | 21 | 25 | −4   |                      |
| 13   | Sanfrecce Hiroshima  | 15   | 15 | 3  | 6 | 6 | 15 | 19 | −4   |                      |
| 14   | Albirex Niigata      | 14   | 15 | 3  | 5 | 7 | 16 | 25 | −9   |                      |
| 15   | Kashiwa Reysol       | 12   | 15 | 3  | 3 | 9 | 14 | 22 | −8   |                      |
| 16   | Cerezo Osaka         | 10   | 15 | 2  | 4 | 9 | 17 | 30 | −13  |                      |

 Fuente: J. League Data Site: 2004 J.LEAGUE Division 1 1st League table
Criterios de clasificación: 1) puntos; 2) diferencia de goles; 3) número de goles marcados; 4) resultados entre los equipos en cuestión.

#### Segunda fase
Del 14 de agosto al 28 de noviembre
| Pos. | Equipo               | Pts. | PJ | G  | E | P  | GF | GC | Dif. | Clasificación        |
| ---- | -------------------- | ---- | -- | -- | - | -- | -- | -- | ---- | -------------------- |
| 1    | Urawa Red Diamonds   | 37   | 15 | 12 | 1 | 2  | 40 | 15 | +25  | Final del Campeonato |
| 2    | JEF United Ichihara  | 28   | 15 | 8  | 4 | 3  | 27 | 22 | +5   |                      |
| 3    | Gamba Osaka          | 27   | 15 | 8  | 3 | 4  | 38 | 25 | +13  |                      |
| 4    | Kashima Antlers      | 24   | 15 | 7  | 3 | 5  | 23 | 17 | +6   |                      |
| 5    | Nagoya Grampus Eight | 24   | 15 | 7  | 3 | 5  | 25 | 21 | +4   |                      |
| 6    | Yokohama F. Marinos  | 23   | 15 | 6  | 5 | 4  | 21 | 17 | +4   |                      |
| 7    | Albirex Niigata      | 23   | 15 | 7  | 2 | 6  | 31 | 33 | −2   |                      |
| 8    | Vissel Kobe          | 21   | 15 | 6  | 3 | 6  | 29 | 30 | −1   |                      |
| 9    | Tokyo Verdy 1969     | 20   | 15 | 6  | 2 | 7  | 22 | 23 | −1   |                      |
| 10   | F.C. Tokyo           | 18   | 15 | 4  | 6 | 5  | 21 | 22 | −1   |                      |
| 11   | Sanfrecce Hiroshima  | 16   | 15 | 3  | 7 | 5  | 21 | 23 | −2   |                      |
| 12   | Cerezo Osaka         | 16   | 15 | 4  | 4 | 7  | 25 | 34 | −9   |                      |
| 13   | Júbilo Iwata         | 14   | 15 | 3  | 5 | 7  | 23 | 28 | −5   |                      |
| 14   | Shimizu S-Pulse      | 13   | 15 | 4  | 1 | 10 | 17 | 26 | −9   |                      |
| 15   | Kashiwa Reysol       | 13   | 15 | 2  | 7 | 6  | 15 | 27 | −12  |                      |
| 16   | Oita Trinita         | 13   | 15 | 3  | 4 | 8  | 14 | 29 | −15  |                      |

 Fuente: J. League Data Site: 2004 J.LEAGUE Division 1 2nd League table
Criterios de clasificación: 1) puntos; 2) diferencia de goles; 3) número de goles marcados; 4) resultados entre los equipos en cuestión.
Sistema de puntuación: Victoria = 3 puntos; Empate (E) = 1 punto; Derrota = 0 puntos

#### General
| Pos. | Equipo                  | Pts. | PJ | G  | E  | P  | GF | GC | Dif. | Clasificación o descenso                                                           |
| ---- | ----------------------- | ---- | -- | -- | -- | -- | -- | -- | ---- | ---------------------------------------------------------------------------------- |
| 1    | Urawa Red Diamonds      | 62   | 30 | 19 | 5  | 6  | 70 | 39 | +31  |                                                                                    |
| 2    | Yokohama F. Marinos (C) | 59   | 30 | 17 | 8  | 5  | 47 | 30 | +17  | Clasificado a la Liga de Campeones de la AFC 2005 y a la Copa de Campeones A3 2005 |
| 3    | Gamba Osaka             | 51   | 30 | 15 | 6  | 9  | 69 | 48 | +21  |                                                                                    |
| 4    | JEF United Ichihara     | 50   | 30 | 13 | 11 | 6  | 55 | 45 | +10  |                                                                                    |
| 5    | Júbilo Iwata            | 48   | 30 | 14 | 6  | 10 | 54 | 44 | +10  | Clasificado a la Liga de Campeones de la AFC 2005                                  |
| 6    | Kashima Antlers         | 48   | 30 | 14 | 6  | 10 | 41 | 31 | +10  |                                                                                    |
| 7    | Nagoya Grampus Eight    | 44   | 30 | 12 | 8  | 10 | 49 | 43 | +6   |                                                                                    |
| 8    | F.C. Tokyo              | 41   | 30 | 10 | 11 | 9  | 40 | 41 | −1   |                                                                                    |
| 9    | Tokyo Verdy 1969        | 39   | 30 | 11 | 6  | 13 | 43 | 46 | −3   |                                                                                    |
| 10   | Albirex Niigata         | 37   | 30 | 10 | 7  | 13 | 47 | 58 | −11  |                                                                                    |
| 11   | Vissel Kobe             | 36   | 30 | 9  | 9  | 12 | 50 | 55 | −5   |                                                                                    |
| 12   | Sanfrecce Hiroshima     | 31   | 30 | 6  | 13 | 11 | 36 | 42 | −6   |                                                                                    |
| 13   | Oita Trinita            | 30   | 30 | 8  | 6  | 16 | 35 | 56 | −21  |                                                                                    |
| 14   | Shimizu S-Pulse         | 29   | 30 | 7  | 8  | 15 | 37 | 53 | −16  |                                                                                    |
| 15   | Cerezo Osaka            | 26   | 30 | 6  | 8  | 16 | 42 | 64 | −22  |                                                                                    |
| 16   | Kashiwa Reysol          | 25   | 30 | 5  | 10 | 15 | 29 | 49 | −20  | Promoción J1/J2                                                                    |

 Fuente: J. League Data Site: 2004 J.LEAGUE Division 1 Overall table for the season
Criterios de clasificación: 1) puntos; 2) diferencia de goles; 3) número de goles marcados; 4) resultados entre los equipos en cuestión.
Notas:
1. ↑  Júbilo Iwata se clasificó para la Liga de Campeones de la AFC 2005 al ganar la Copa del Emperador 2003.

Sistema de puntuación: Victoria = 3 puntos; Empate (E) = 1 punto; Derrota = 0 puntos

### Final del campeonato
| 5 de diciembre de 2004, 19:05 (UTC+9) | Yokohama F. Marinos | 1:0 (0:0) | Urawa Red Diamonds | Estadio Internacional, Yokohama                             |                                                             |
|                                       | Kawai 66'           | Reporte   |                    | Asistencia: 64.899 espectadores Árbitro(s): Masayoshi Okada | Asistencia: 64.899 espectadores Árbitro(s): Masayoshi Okada |

| 11 de diciembre de 2004, 19:37 (UTC+9) | Urawa Red Diamonds              | 1:0 (1:0, 0:0) (t. s.)(2:4 p.) | Yokohama F. Marinos         | Estadio Saitama 2002, Saitama                             |                                                           |
|                                        | Santos 76'                      | Reporte                        |                             | Asistencia: 59.715 espectadores Árbitro(s): Tōru Kamikawa | Asistencia: 59.715 espectadores Árbitro(s): Tōru Kamikawa |
|                                        |                                 | Tiros desde el punto penal     |                             |                                                           |                                                           |
|                                        | Tanaka · Santos · Nenê · Hasebe |                                | Oku · Ueno · Sakata · Dutra |                                                           |                                                           |

|                                         |
|                                         |
| Campeón Yokohama F. Marinos 3.er título |

## J. League 2
La temporada 2004 tuvo un completo dominio por parte de Kawasaki Frontale, que terminó en primera posición con 105 puntos y una ventaja de 18 sobre los segundos. También estuvo marcada por los problemas económicos de algunos clubes como Consadole Sapporo, que tuvo que renovar toda la plantilla ante la imposibilidad de seguir pagando las fichas de sus jugadores en J2 y terminó en última posición.
Ascendieron a J1 Kawasaki Frontale y Omiya Ardija. El tercero, Avispa Fukuoka, jugó una promoción con el último clasificado en J1 Kashiwa Reysol. El equipo de Kashiwa se impuso en los dos partidos por 2-0, por lo que mantuvo la categoría y el club de Fukuoka no logró subir.
El plan de expansión de la J. League también afectaba a la J2. En 2005 se sumaron dos nuevos equipos, Thespa Kosatsu y Tokushima Vortis, aumentando su número a 14 clubes.

### Clasificación
| Puesto | Equipo             | Ptos | V  | E  | P  | GF  | GC | DG  | Nota            |
| ------ | ------------------ | ---- | -- | -- | -- | --- | -- | --- | --------------- |
| 1      | Kawasaki Frontale  | 105  | 34 | 3  | 7  | 104 | 38 | +66 | Asciende        |
| 2      | Omiya Ardija       | 87   | 26 | 9  | 9  | 63  | 38 | +25 | Asciende        |
| 3      | Avispa Fukuoka     | 76   | 23 | 7  | 14 | 56  | 41 | +15 | Promoción J1/J2 |
| 4      | Montedio Yamagata  | 71   | 19 | 14 | 11 | 58  | 51 | +7  |                 |
| 5      | Kyoto Purple Sanga | 69   | 19 | 12 | 13 | 65  | 53 | +12 |                 |
| 6      | Vegalta Sendai     | 59   | 15 | 14 | 15 | 62  | 66 | -4  |                 |
| 7      | Ventforet Kofu     | 58   | 15 | 13 | 16 | 51  | 46 | +5  |                 |
| 8      | Yokohama FC        | 52   | 10 | 22 | 12 | 42  | 50 | -8  |                 |
| 9      | Mito HollyHock     | 37   | 6  | 19 | 19 | 33  | 60 | -27 |                 |
| 10     | Shonan Bellmare    | 36   | 7  | 15 | 22 | 39  | 64 | -25 |                 |
| 11     | Sagan Tosu         | 35   | 8  | 11 | 25 | 32  | 66 | -34 |                 |
| 12     | Consadole Sapporo  | 30   | 5  | 15 | 24 | 30  | 62 | -32 |                 |

Sistema de puntuación: Victoria = 3 puntos; Empate (E) = 1 punto; Derrota = 0 puntos

### Promoción por el ascenso
| 4 de diciembre de 2004  |  | Avispa Fukuoka | 0 | - | 2 | Kashiwa Reysol |  | Estadio Hakata no mori |
| 12 de diciembre de 2004 |  | Kashiwa Reysol | 2 | - | 0 | Avispa Fukuoka |  | Estadio de Kashiwa     |

## Premios

### Individuales
- Jugador más valioso del campeonato: Yuji Nakazawa (Yokohama F. Marinos
- Máximo goleador: Emerson, 27 goles (Urawa Red Diamonds)
- Mejor debutante: Takayuki Morimoto (Tokyo Verdy 1969)
- Mejor entrenador: Takeshi Okada (Yokohama F. Marinos)

### Mejor once inicial
| Posición | Futbolista          | Club                 | País              |
| -------- | ------------------- | -------------------- | ----------------- |
| GK       | Yoichi Doi          | FC Tokyo             | Bandera de Japón  |
| DF       | Marcus Tulio Tanaka | Urawa Red Diamonds   | Bandera de Japón  |
| DF       | Dutra               | Yokohama F. Marinos  | Bandera de Brasil |
| DF       | Yuji Nakazawa       | Yokohama F. Marinos  | Bandera de Japón  |
| MF       | Mitsuo Ogasawara    | Kashima Antlers      | Bandera de Japón  |
| MF       | Makoto Hasebe       | Urawa Red Diamonds   | Bandera de Japón  |
| MF       | Daisuke Oku         | Yokohama F. Marinos  | Bandera de Japón  |
| MF       | Yasuhito Endō       | Gamba Osaka          | Bandera de Japón  |
| FW       | Emerson             | Urawa Red Diamonds   | Bandera de Brasil |
| FW       | Marques             | Nagoya Grampus Eight | Bandera de Brasil |
| FW       | Masashi Oguro       | Gamba Osaka          | Bandera de Japón  |